# Temnora dierli
Temnora dierli is een vlinder uit de familie van de pijlstaarten (Sphingidae). De wetenschappelijke naam van de soort werd in 1997 gepubliceerd door Jean-Marie Cadiou.